# John Lytton
Pour les articles homonymes, voir Bulwer-Lytton.
John Peter Michael Scawen Lytton, 5e comte de Lytton, né le 7 juin 1950, est un pair britannique, homme politique et un expert immobilier.

## Biographie

### Éducation
Il sort de l'Université de Reading avec un baccalauréat en sciences en gestion patrimoniale en 1972 ; après avoir œuvré pendant treize ans dans l'Inland Revenue Valuation Office puis pendant quelques années comme expert des entreprises Permutt Brown & Co et Cubitt & West (experts et agents patrimoniaux dans le Hampshire, le Surrey et le Sussex), il fonde sa propre entreprise, la John Lytton & Co., Experts diplômés, en janvier 1988.

### Famille
Lord Knebworth se marie en 1980 avec Ursula Alexandra Komoly, avec laquelle il a trois enfants : Philip Anthony Scawen Lytton, actuel vicomte Knebworth, Wilfrid Thomas Scawen Lytton et Lady Katrina Mary Noel Lytton. En 1984, il a hérité de sa tante Lady Anne Lytton le manoir de Newbuildings Place ; ses cousins entretiennent la propriété familiale, Knebworth House.
Prenant à cœur ses liens familiaux avec Lord Byron, il contribue à la Newstead Byron Society Review et a exposé son histoire familiale devant la Société Byron.
John Lytton succède à son père comme 5e comte de Lytton et 18e baron Wentworth en 1985. Son fils, Philip Lytton, porte actuellement le titre de courtoisie de la famille Lytton, vicomte Knebworth.

## Carrière
Élu Fellow de la Royal Institution of Chartered Surveyors (FRICS) en 1987 et l'hon. FBEng en 1997, Lord Lytton est un patron de la Chartered Association of Building Engineers. Depuis 2011, il est lieutenant adjoint du Sussex de l'Ouest.

## Source
- (en) Cet article est partiellement ou en totalité issu de l’article de Wikipédia en anglais intitulé « John Lytton, 5th Earl of Lytton » (voir la liste des auteurs).